# PPAR delta
Receptor Ativado por Proliferador de Peroxissoma-β / δ (PPARβ / δ), ou simplesmente PPARβ é um receptor nuclear que atua como fator de transcrição dependente de ligante. Apresenta ampla expressão tecidual, como no músculo esquelético, nos pulmões, adipócitos, cérebro, pele e em fagócitos, como os macrófagos, que nesses tem a importante função de suprimir a inflamação derivada a partir deles. Assim como o PPARα possui papel sobre a homestoase energética, que também podem ser devidos a expressão de genes que atuam na oxidação de ácidos graxos.
Os compostos  GW501516 , GW610742 e GW0742X foram sintetizados para atuar como agonistas de PPARβ / δ, pois apresentam alta seletividade para esta isoforma dos PPARs.
Além do PPARβ / δ inibir a atuação de fatores inflamatórios, a proteína também inibe a atuação de moléculas de adesão, sugerindo seu papel na na atenuação da aterogênese, além de apresentar capacidade de inibir a hipertrofia cardíaca, devido a sua capacidade de inibir o fator de transcrição NFκB, que estimula a produção de citocinas inflamatórias.
1. ↑  Barish GD, Narkar VA, Evans RM. Delta PPAR: Um punhal no coração da síndrome metabólica. J Clin Invest. 2006; 116 : 590-7
2. ↑  Nagasawa T, Y Inada, Nakano S, T Tamura, Takashashi T, Maruyama K, et al. Efeitos do bezafibrato, agonista do pan PPAR e agonista do delta do PPAR GW501516, no desenvolvimento de esteato-hepatite em camundongos alimentados com uma dieta deficiente em metionina e colina. Eur J Phamacol. 2006; 536: 182-91
3. ↑  Graham TL, Mookherjee C, Aleitamento KE, Palmer CN, Patel L. O agonista do delta PPAR GW0742X reduz a aterosclerose em camundongos LDLR (- / -). Ateroscerose. 2005; 181 : 29-37
4. ↑  Balakumar P, Rosa M, Ganti SS, P Krishan, Singh M. "PPAR agonistas duplos: eles estão abrindo caixa de Pandora?" Pharmacol Res. 2007; 56 : 91–8